# Liste der Bodendenkmäler in Berglern
Auf dieser Seite sind die Bodendenkmäler in der oberbayerischen Gemeinde Berglern zusammengestellt. Diese Tabelle ist eine Teilliste der Liste der Bodendenkmäler in Bayern. Grundlage ist die Bayerische Denkmalliste, die auf Basis des Bayerischen Denkmalschutzgesetzes vom 1. Oktober 1973 erstmals erstellt wurde und seither durch das Bayerische Landesamt für Denkmalpflege geführt wird. Die folgenden Angaben ersetzen nicht die rechtsverbindliche Auskunft der Denkmalschutzbehörde.

## Bodendenkmäler der Gemeinde Berglern

### Bodendenkmäler in der Gemarkung Auerbach
| Lage                | Objekt | Akten-Nr.     | Bild |
| ------------------- | --- | ------------- | ---- |
| Auerbach (Standort) | Siedlung vor- und frühgeschichtlicher Zeitstellung.                                                                                            | D-1-7637-0226 |      |
| Auerbach (Standort) | Siedlung vorgeschichtlicher Zeitstellung, unter anderem des Neolithikums sowie Brand- und Körpergräber der Bronzezeit und der Urnenfelderzeit. | D-1-7637-0532 |      |

### Bodendenkmäler in der Gemarkung Berglern
| Lage                | Objekt | Akten-Nr.     | Bild |
| ------------------- | --- | ------------- | ---- |
| Berglern (Standort) | Verebneter Grabhügel mit Kreisgraben vor- und frühgeschichtlicher Zeitstellung.                                                                                                   | D-1-7537-0003 |      |
| Berglern (Standort) | Verebnete Viereckschanze der späten Latènezeit sowie Siedlung vor- und frühgeschichtlicher Zeitstellung.                                                                          | D-1-7537-0004 |      |
| Berglern (Standort) | Verebnete Grabhügel mit Kreisgräben und Siedlung vor- und frühgeschichtlicher Zeitstellung.                                                                                       | D-1-7537-0006 |      |
| Berglern (Standort) | Siedlung vor- und frühgeschichtlicher Zeitstellung. | D-1-7537-0067 |      |
| Berglern (Standort) | Verebneter Grabhügel mit Kreisgraben und Siedlung vor- und frühgeschichtlicher Zeitstellung.                                                                                      | D-1-7537-0068 |      |
| Berglern (Standort) | Siedlung vor- und frühgeschichtlicher Zeitstellung. | D-1-7537-0069 |      |
| Berglern (Standort) | Straße der römischen Kaiserzeit (Teilstück der Trasse Augsburg-Wels). | D-1-7537-0301 |      |
| Berglern (Standort) | Straße der römischen Kaiserzeit (Teilstück der Trasse Augsburg-Wels) | D-1-7537-0305 |      |
| Berglern (Standort) | Siedlung vor- und frühgeschichtlicher Zeitstellung. | D-1-7537-0306 |      |
| Berglern (Standort) | Siedlung und Grabenwerk vor- und frühgeschichtlicher Zeitstellung. | D-1-7537-0323 |      |
| Berglern (Standort) | Brandgräber der Urnenfelderzeit. | D-1-7637-0001 |      |
| Berglern (Standort) | Verebnete Grabhügel und Siedlung vor- und frühgeschichtlicher Zeitstellung. | D-1-7637-0004 |      |
| Berglern (Standort) | Siedlung vor- und frühgeschichtlicher Zeitstellung. | D-1-7637-0005 |      |
| Berglern (Standort) | Siedlung und Körpergräber des frühen Mittelalters. | D-1-7637-0006 |      |
| Berglern (Standort) | Siedlung und Grabenwerk vor- und frühgeschichtlicher oder mittelalterlicher Zeitstellung.                                                                                         | D-1-7637-0229 |      |
| Berglern (Standort) | Verebneter Burgstall des hohen oder späten Mittelalters. | D-1-7637-0230 |      |
| Berglern (Standort) | Verebnete Grabhügel und Siedlung vor- und frühgeschichtlicher Zeitstellung. | D-1-7637-0231 |      |
| Berglern (Standort) | Siedlung vor- und frühgeschichtlicher Zeitstellung, unter anderem der römischen Kaiserzeit.                                                                                       | D-1-7637-0232 |      |
| Berglern (Standort) | Siedlung vor- und frühgeschichtlicher Zeitstellung. | D-1-7637-0234 |      |
| Berglern (Standort) | Straße der Römischen Kaiserzeit. | D-1-7637-0470 |      |
| Berglern (Standort) | Untertägige mittelalterliche und frühneuzeitliche Befunde und Funde im Bereich der Katholischen Filialkirche St. Andreas von Niederlern und ihrer Vorgängerbauten.                | D-1-7637-0472 |      |
| Berglern (Standort) | Untertägige mittelalterliche und frühneuzeitliche Befunde und Funde im Bereich der Katholischen Pfarrkirche St. Peter und Paul von Berglern und ihrer Vorgängerbauten.            | D-1-7637-0475 |      |
| Berglern (Standort) | Siedlung vor- und frühgeschichtlicher Zeitstellung. | D-1-7637-0487 |      |
| Berglern (Standort) | Villa Rustica der römischen Kaiserzeit mit Handwerkerareal und Mühlkanal sowie Siedlung des Endneolithikums oder der frühen Bronzezeit und Brandbestattungen der Urnenfelderzeit. | D-1-7637-0504 |      |
| Berglern (Standort) | Siedlung vor- und frühgeschichtlicher Zeitstellung, unter anderem der Latènezeit und der römischen Kaiserzeit.                                                                    | D-1-7637-0529 |      |
| Berglern (Standort) | Siedlung vorgeschichtlicher Zeitstellung. | D-1-7637-0535 |      |

### Bodendenkmäler in der Gemarkung Langenpreising
| Lage                      | Objekt | Akten-Nr.     | Bild |
| ------------------------- | --- | ------------- | ---- |
| Langenpreising (Standort) | Verebnete Grabhügel, Bestattungsplatz und Siedlung vor- und frühgeschichtlicher Zeitstellung sowie Reihengräberfeld des frühen Mittelalters. | D-1-7537-0121 |      |
| Langenpreising (Standort) | Verebnete Grabhügel mit Kreisgräben vor- und frühgeschichtlicher Zeitstellung.                                                               | D-1-7537-0124 |      |

### Bodendenkmäler in der Gemarkung Reichenkirchen
| Lage                      | Objekt | Akten-Nr.     | Bild |
| ------------------------- | --- | ------------- | ---- |
| Reichenkirchen (Standort) | Straße der römischen Kaiserzeit. | D-1-7637-0450 |      |
| Reichenkirchen (Standort) | Siedlung vorgeschichtlicher Zeitstellung, unter anderem der jüngeren Bronzezeit und der Latènezeit sowie verebnete Grabhügel und Brandgräber der Bronzezeit und der Urnenfelderzeit. | D-1-7637-0531 |      |